# Каландрита мала
Каландри́та мала (Stigmatura napensis) — вид горобцеподібних птахів родини тиранових (Tyrannidae). Мешкає в Центральній і Південній Америці.

## Опис
Довжина птаха становить 13,5 см. Верхня частина тіла сірувато-оливкова, над очима жовті «брови», через очі проходять чорнуваті смуги. Крила і хвіст темно-сірі, пера на крилах мають широкі білі краї. Хвіст направлений догори, поцяткований жовтувато-білими плямками, на кінці білий. Нижня частина тіла жовта. У представників підвиду S. n. bahiae верхня частина тіла більш тьмяна, коричнева, нижня частина тіла охриста.

## Підвиди
Виділяють два підвиди:
- S. n. napensis Chapman, 1926 — долини Амазонки та її приток (Мадейра, Тапажос, Напо, Журуа) і долина Ориноко на заході Венесуели;
- S. n. bahiae Chapman, 1926 — Північно-Східна Бразилія.

Деякі дослідники виділяють підвид S. n. bahiae у окремий вид Stigmatura bahiae.

## Поширення і екологія
Малі каландрити мешкають в Колумбії, Венесуелі, Бразилії і Еквадорі, Перу. Вони живуть у вологих чагарникових заростях Амазонії та на річкових островах, а також у сухих чагарникових заростях каатинги. Зустрічаються парами або невеликими зграйками. Живляться комахами, яких шукають серед рослинності та на землі. Гніздо чашоподібне, робиться з гілочок, розміщується в чагарниках.